# 长老 (小说)
《长老》（英語：Eldest）是《遺產四部曲》（The Inheritance Cycle）的第二部小說，作者是克里斯托弗·鮑里尼。該書是的续本，在2005年8月23日出版。它与《伊拉龙》一样，也成了蜚声国际文坛的畅销书。它的续集是《降魔火劍》。

## 情节
自从法爾登度战役中，艾瑞岡殺了杜尔查三天後，的故事便開始了。艾瑞岡背上的疤痕令他每日要痛好幾次，無法作戰。在战役结束后一次妖惡人的突然袭击下，阿吉荷德被妖惡人殺死，双胞胎和馬泰格则不知去向（艾瑞岡认为他死了）。在长老会的商议下，大家决定拥护阿吉荷德的女儿娜紗妲为新的維登首领。在阿吉荷德的葬礼之后，艾瑞岡正式以古语宣誓效忠于娜紗妲。此后，艾瑞岡與思飛決定与鶚亞一同前往埃勒斯梅拉接受他们的訓練。他們離开之前，矮人國王羅詩格收養艾瑞岡為其印哥唐族族人。羅詩格的養子奧歷克（作为来自矮人的代表）二人陪同艾瑞岡與思飛出發到精靈的國度去。
艾瑞岡在精灵国首都埃勒斯梅拉晋见了精灵女王伊斯兰查蒂之后，发现了鶚亞的身份：她是女王的女儿，精靈国的公主。艾瑞岡来到了精靈国的杜维顿森林，跟隨悲悼圣人俄拉米斯學習魔法、劍術等龙騎士的技能，并从中更深一步地了解了自己，奧俄蓋西亞的历史和古語；同时，思飛也在和葛勒多的训练中学会了许多技巧，并成熟了不少。在艾瑞岡研習古語的過程中，他发现，当他和思飛在為法爾登度那位父母俱亡的嬰兒祝福時，他犯了一個嚴重的錯誤，而这个错误将使婴儿埃娃从此为了保护别人而不得不忍受巨大的痛苦。而艾瑞岡在训练中亦開始覺察到他對鶚亞的感情。艾瑞岡、思飞、鶚亞和歐若米思后来参加了精靈族百年一度的血誓慶典：一個龍族古老的靈魂被喚醒了，给予艾瑞岡一些超凡的魔力，把他变成了半人半精灵的混血种，使他得到了精靈族的速度和力量，更把他所背負的所有疤痕都治療好了。并在那一天晚上（或由于他受到精灵族盛典中能使人极度狂热的魔力）向她表白，但被她拒絕；鶚亞第二天凌晨便一个人回到維登族那兒。
此于同时，維登的首领娜紗妲决定将維登国迁到沙爾德，以便更有效地和沙爾德的军队团结在一块以对帝国反击。在一次谋杀案中，娜紗妲因为得到了埃娃的保护而免于一死，从而使她更加强烈地反对帝国。在后来的首领议会中，娜紗妲和其他首领一致认为，战争已成定局，使他们更孜孜不倦地训练军队，并向矮人国和精灵国号召，同时召艾瑞岡與思飛回沙爾德助战。艾瑞岡再得到通知前占卜到了事件的发生便提早结束了训练；他和思飛匆匆赶回沙爾德，准备与维登人一同迎接战争，他們也向俄拉米斯承諾會回來完成訓練。在告别时俄拉米斯赠与他十二钻石腰带（龙骑士们的重要遗产之一），而伊斯兰查蒂则赠与他一把她亲手制作的弩和一袋（12支）含有魔法的箭。
同时，在卡爾維赫村，艾瑞岡的表哥羅瑞恩开始了他自己的冒險经历。由于表弟的突然离去，使他不得不留下来收拾残局。在几次蛇人和士兵的袭击下，羅瑞恩领导者村民共同联合对抗他们。哥巴塔爾国王打算捕捉羅瑞恩，利用他來胁迫艾瑞岡。在无数村民在反抗中牺牲，和他的未婚妻卡提娜被蛇人劫走后，羅瑞恩最终说服村民离开卡爾維赫村，前去投靠沙爾德国。一路上，他领着村民们翻过山，越过海，经历了大大小小的经历。在台姆城中，他們还得到了商人喬德的帮助，掠奪了一艘船，终于靠它逃开了帝国的追捕，到达了烈火古戰場。
在烈火古戰場上，帝国士兵和沙爾德、維登和矮人的军队交手。在艾瑞岡的魔法攻击下，无数的帝國士兵倒下了。在战争快结束时，却突然出现了一个神祕的龙騎士，骑着赤龙荆刺，突袭并杀害了矮人国王羅詩格，还在决斗中打败了艾瑞岡。艾瑞岡在暴露出了对方的脸孔时，竟发现，他就是失踪的同伴馬泰格！馬泰格透露了双胞胎出卖他们的消息，并承认，他和荆刺已被迫向哥巴塔爾国王发过毒誓，不得不永远效忠于帝国，这次参战是为了活捉艾瑞岡與思飛，但他看在和艾瑞岡的往昔情份上就放他们一马。临走时，馬泰格拿走了萨若克剑，还透露，他和艾瑞岡是同胞兄弟，都是莫赞和塞伦娜的兒子，使艾瑞岡大为苦惱和不解。
最後，羅瑞恩勇猛作战，并杀死了叛徒双胞胎，立下了大功。战争在他的帮助下获得了最终胜利，艾瑞岡與羅瑞恩言歸於好，并且艾瑞岡承诺与羅瑞恩一同前往黑格林，杀死洛魔，救出卡提娜。

## 外部連結
- Official site, which includes autobiographical comments from Paolini
- Audio Interview （页面存档备份，存于） with Christopher Paolini